# Kajikazawa (Yamanashi)
Kajikazawa (鰍沢町, Kajikazawa-chō) était un bourg situé dans le district de Minamikoma, préfecture de Yamanashi, au Japon.
En 2003, le bourg comptait une population estimée à 4 402 habitants et une densité de 94,04 personnes par km². La superficie totale était de 46,81 km2.
Le 8 mars 2010, Kajikazawa, ainsi que le bourg de Masuho (également du district de Minamikoma), a été fusionné pour créer le bourg de Fujikawa.